# Saturn
Saturn – gazowy olbrzym, szósta od Słońca planeta Układu Słonecznego, druga po Jowiszu pod względem masy i wielkości. Charakterystyczną jego cechą są bardzo wyraźne pierścienie, składające się głównie z lodu i w mniejszej ilości z odłamków skalnych; inne planety-olbrzymy także mają systemy pierścieni, ale żaden z nich nie jest tak rozległy ani tak jasny. W marcu 2025 roku znane były 274 naturalne satelity Saturna, najwięcej wśród planet.
Jego średnica jest 9 razy większa od średnicy Ziemi. Chociaż jego gęstość (700 kg/m³) to tylko jedna ósma średniej gęstości Ziemi, ze względu na wielokrotnie większą objętość, masa Saturna jest 95 razy większa niż masa Ziemi.
We wnętrzu Saturna panują wysokie ciśnienie i temperatura. Wnętrze gazowego olbrzyma najprawdopodobniej składa się z jądra z żelaza, niklu, krzemu i tlenu, otoczonego warstwą metalicznego wodoru, warstwy pośredniej ciekłego wodoru i ciekłego helu oraz zewnętrznej warstwy gazowej. Prąd elektryczny w warstwie metalicznej wodoru generuje pole magnetyczne Saturna, które jest nieco słabsze niż pole magnetyczne Ziemi i ma około jedną dwudziestą natężenia pola wokół Jowisza. Zewnętrzna warstwa atmosfery zazwyczaj jest spokojna, choć mogą utrzymywać się na niej długotrwałe układy burzowe. Na Saturnie wieją wiatry o prędkości ok. 1800 km/h; są one silniejsze niż na Jowiszu. Ze względu na szybki obrót wokół własnej osi, jest silnie spłaszczony na biegunach. Ta cecha jest na tyle duża, że widać ją nawet przez niewielkie teleskopy.
Saturn posiada 9 pierścieni, składających się głównie z cząsteczek lodu, a także ze skał i pyłu kosmicznego. Potwierdzono odkrycie 146 księżyców krążących wokół planety, spośród których jedynie 63 ma oficjalne nazwy. Do tego dochodzą setki „księżyców karłowatych” w pierścieniach planetarnych. Tytan to drugi co do wielkości księżyc w Układzie Słonecznym (po księżycu Jowisza Ganimedesie), jest większy od planety Merkury i jest jedynym księżycem w Układzie Słonecznym posiadającym gęstą atmosferę.

## Warunki fizyczne

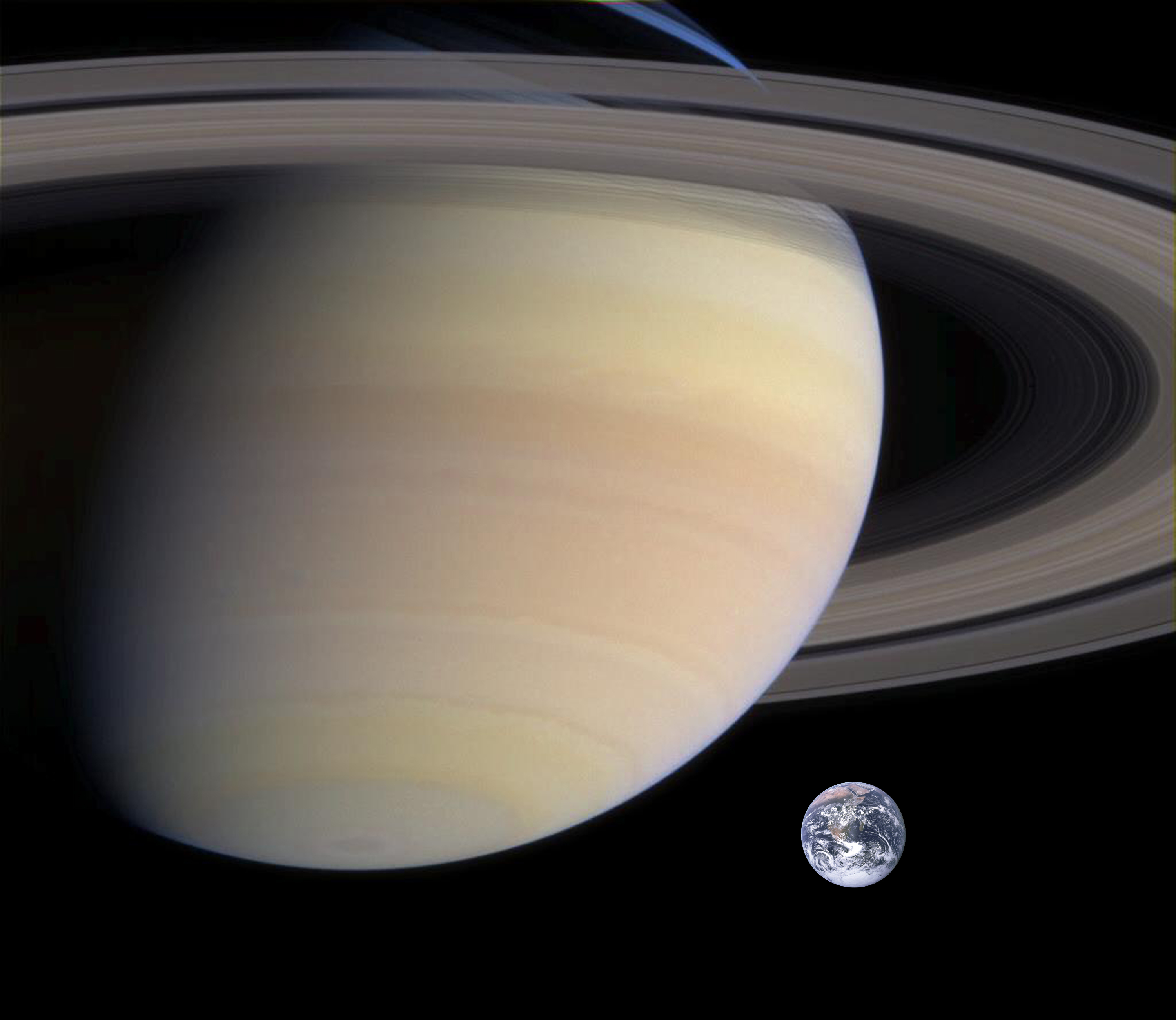
Porównanie rozmiarów Saturna i Ziemi

Ze względu na małą gęstość, szybki obrót i płynny stan większości tworzącej go materii Saturn jest spłaszczony na biegunach i wybrzuszony na równiku. Jego równikowe i biegunowe promienie różnią się prawie o 10% (równikowy – 60 268 km, biegunowy – 54 364 km). Pozostałe planety-olbrzymy są również spłaszczone, lecz w mniejszym stopniu. Saturn to jedyna planeta w Układzie Słonecznym o średniej gęstości mniejszej od gęstości wody. Chociaż jądro Saturna jest znacznie gęstsze od wody, to ze względu na gazową atmosferę średnia gęstość planety to zaledwie 0,69 g/cm³. Masa Saturna jest 95 razy większa niż masa Ziemi. Dla porównania Jowisz ma masę 318 razy większą niż Ziemia, choć jego średnica jest tylko o około 20% większa niż średnica Saturna.

### Struktura wewnętrzna
Choć nie ma bezpośrednich informacji o wewnętrznej strukturze Saturna, uważa się, że jego wnętrze jest podobne do wnętrza Jowisza. Składa się z małego skalistego jądra otoczonego głównie przez wodór i hel. Skaliste jądro podobne jest w składzie do Ziemi, ale gęstsze. Jądro otacza grubsza warstwa płynnego metalicznego wodoru, następnie warstwa ciekłego wodoru i helu oraz zewnętrzna, gruba na 1000 km, gazowa atmosfera. W atmosferze obecne są również śladowe ilości różnych substancji lotnych. Masa jądra jest szacowana na 9–22 mas Ziemi.
Saturn ma bardzo gorące wnętrze; temperatura w centrum osiąga 11 700 °C. Promieniuje on w przestrzeń kosmiczną 2,5 raza więcej energii, niż otrzymuje od Słońca. Większość dodatkowej energii jest generowana przez mechanizm Kelvina-Helmholtza (powolne zapadanie grawitacyjne), ale samo to może nie wystarczyć do wyjaśnienia wytwarzania ciepła przez Saturna. Być może dodatkowym źródłem ciepła jest opad kropel helu w głąb planety poprzez lżejszy wodór i rozpraszanie energii poprzez tarcie.

## Atmosfera

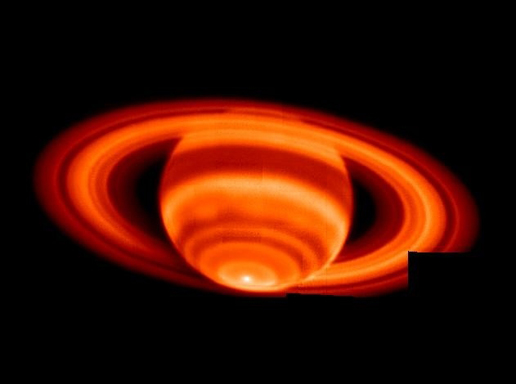
Emisja ciepła przez Saturna: szczególnie gorący punkt znajduje się przy biegunie południowym Saturna

Zewnętrzne warstwy atmosfery Saturna składają się z 96,3% wodoru i 3,25% helu. Wykryto śladowe ilości amoniaku, acetylenu, etanu, fosforowodoru i metanu. Górna warstwa chmur na Saturnie składa się z kryształów amoniaku, podczas gdy niższa wydaje się mieć w składzie albo kwaśny siarczek amonu (NH4SH), albo wodę.
Atmosfera Saturna jest zubożona w hel w stosunku do jego ilości na Słońcu.
Zawartość pierwiastków cięższych od helu nie jest dokładnie znana; zakłada się, że występują one w takich proporcjach, jakie występowały w czasie powstania Układu Słonecznego. Całkowita masa tych pierwiastków jest szacowana na 19–31 razy więcej niż masa Ziemi, a znaczna ich część znajduje się w jądrze planety.

### Warstwy chmur
Atmosfera Saturna jest podobna do atmosfery Jowisza i tak jak ona składa się z równoleżnikowo ułożonych pasów, jednak pasma chmur Saturna są znacznie mniej wyraźne i o wiele szersze w pobliżu równika.
W głębi istnieje warstwa chmur składających się z lodu, grubości około 10 km, gdzie temperatura wynosi ok. −23 °C.
Powyżej tej warstwy jest prawdopodobnie warstwa zawierająca kryształki zamrożonego wodorosiarczku amonu, która rozciąga się na kolejne 50 km i ma około −93 °C. Osiemdziesiąt kilometrów ponad tą warstwą znajduje się warstwa, w której chmury tworzy lód amoniakalny, a temperatura jest równa około −153 °C. Górną część atmosfery, rozciągającą się do wysokości 200–270 km ponad widocznymi chmurami amoniaku, tworzą gazowy wodór i hel. Wiatry na Saturnie są jednymi z najszybszych w Układzie Słonecznym. Dane z Voyagera wskazują, że prędkość wschodniego wiatru dochodziła do 500 m/s (1800 km/h); drobnoskalowa struktura chmur Saturna nie była dostrzegana do czasu przelotów sond Voyager. Od tego czasu jednak rozdzielczość naziemnych teleskopów wzrosła na tyle, że możliwe są regularne obserwacje.

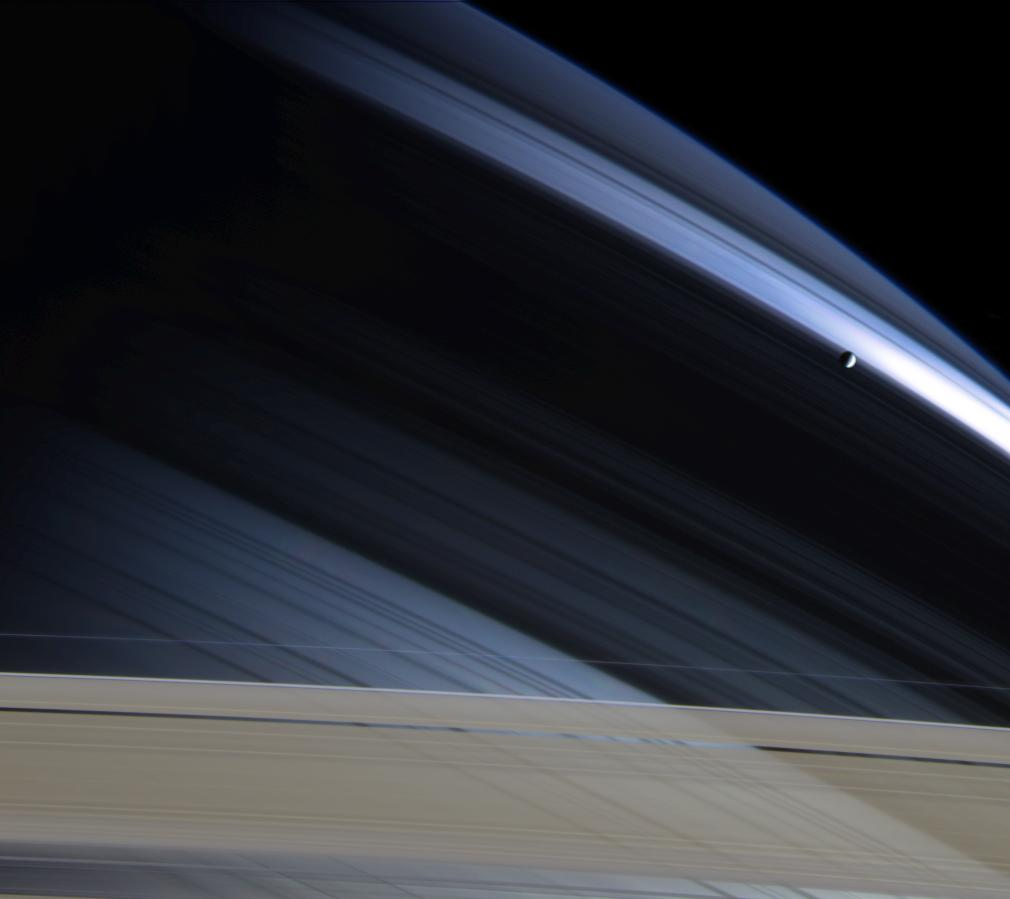
Zdjęcie półkuli planety skrytej w cieniu pierścieni, zrobione przez sondę Cassini 27 października 2004 r. Widoczny jest księżyc Mimas.

W zwykle pozbawionej wyrazistych szczegółów atmosferze planety od czasu do czasu pojawiają się owalne struktury, podobne do występujących na Jowiszu. W 1990 Kosmiczny Teleskop Hubble’a zaobserwował ogromny biały obłok w pobliżu równika planety, który nie był obecny podczas przelotu Voyagerów, a w 1994 zaobserwowano inną, mniejszą burzę. W 1990 przez krótki okres widoczna była Wielka Biała Plama, występująca na Saturnie raz w ciągu jednego obiegu wokół Słońca (około 30 lat ziemskich), na północnej półkuli około saturniańskiego przesilenia letniego. Wielką Białą Plamę obserwowano poprzednio w latach: 1876, 1903, 1933 i 1960. Jeśli okresowość jej występowania zostanie zachowana, kolejna burza wystąpi około roku 2020.
Na zdjęciach wykonanych przez sondę Cassini północna półkula Saturna ma jasnoniebieski kolor, podobny jak na Uranie, co ukazuje zamieszczona fotografia. Zjawisko to jest okresowo niewidoczne z Ziemi – gdy pierścienie Saturna zasłaniają widok północnej półkuli planety. Kolor ten najprawdopodobniej jest powodowany przez rozpraszanie Rayleigha.
Obrazy w podczerwieni wykazały, że na południowym biegunie Saturna występuje ciepły wir polarny; takie wiry występują także na innych planetach w Układzie Słonecznym, ale nigdzie indziej nie są one cieplejsze niż otoczenie. Podczas gdy temperatura na Saturnie to zwykle −185 °C, temperatura w wirze często sięga powyżej −122 °C, uważa się więc, że jest on najcieplejszym miejscem w widocznej warstwie atmosfery Saturna.

### Wielka sześciokątna burza nad biegunem północnym

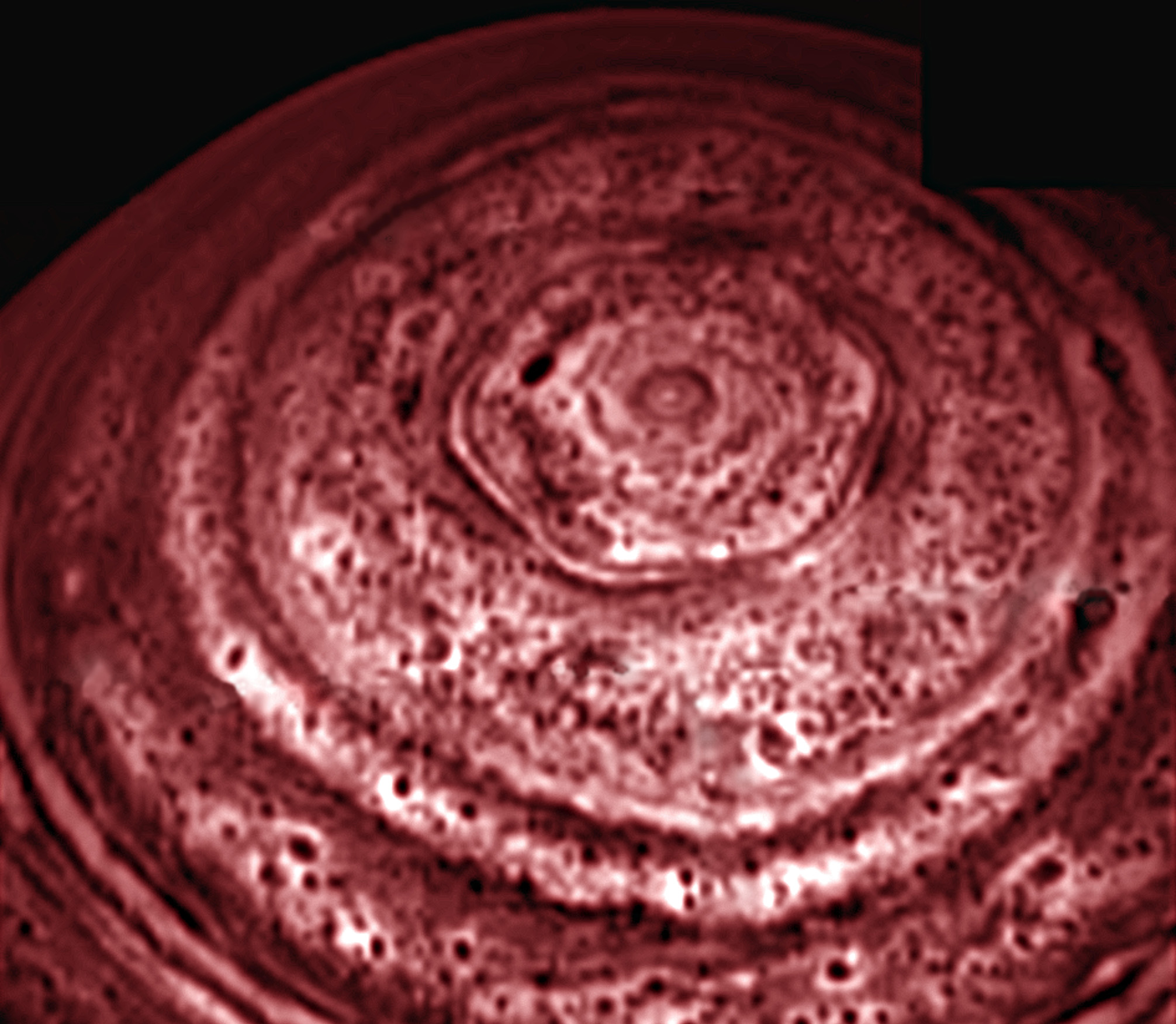
Sześciokątna burza na północnym biegunie Saturna odkryta przez sondę Voyager 1 i potwierdzona w 2006 przez sondę Cassini

Utrzymujący się sześciokątny falowy wzór wokół północnego wiru polarnego w atmosferze 78°N po raz pierwszy zauważono na zdjęciach Voyagera. W przeciwieństwie do bieguna północnego, obrazy z Kosmicznego Teleskopu Hubble’a w regionie bieguna południowego wskazują na obecność prądów strumieniowych, nie stwierdzają silnego wiru polarnego ani sześciokątnej struktury. W listopadzie 2006 roku NASA doniosła, że sonda Cassini zaobserwowała cyklon na biegunie południowym, który posiadał wyraźne oko. Strukturę taką obserwowano dotąd tylko na Ziemi (sonda Galileo nie zdołała dostrzec oka Wielkiej Czerwonej Plamy na Jowiszu).
Prosty bok „sześciokąta” na biegunie ma długość około 13 800 km. Okres obrotu całego cyklonu to 10 h 39 min 24 s i jest równy okresowi emisji radiowych z Saturna, który uznaje się za równy okresowi obrotu planety. Sześciokątna struktura nie przesuwa się więc i nie zmienia długości planetograficznej, tak jak inne chmury widoczne w atmosferze.
Przyczyna powstawania tej struktury jest obiektem spekulacji. Większość astronomów uważa, że jest ona rodzajem fali stojącej w atmosferze; jednakże sześciokąt może być związany ze zjawiskiem zorzy polarnej. Kształt wielokąta udało się uzyskać w wirujących płynach także w ziemskich laboratoriach, ale związek takich wirów z zachowaniem atmosfery Saturna nie jest pewny.

## Magnetosfera

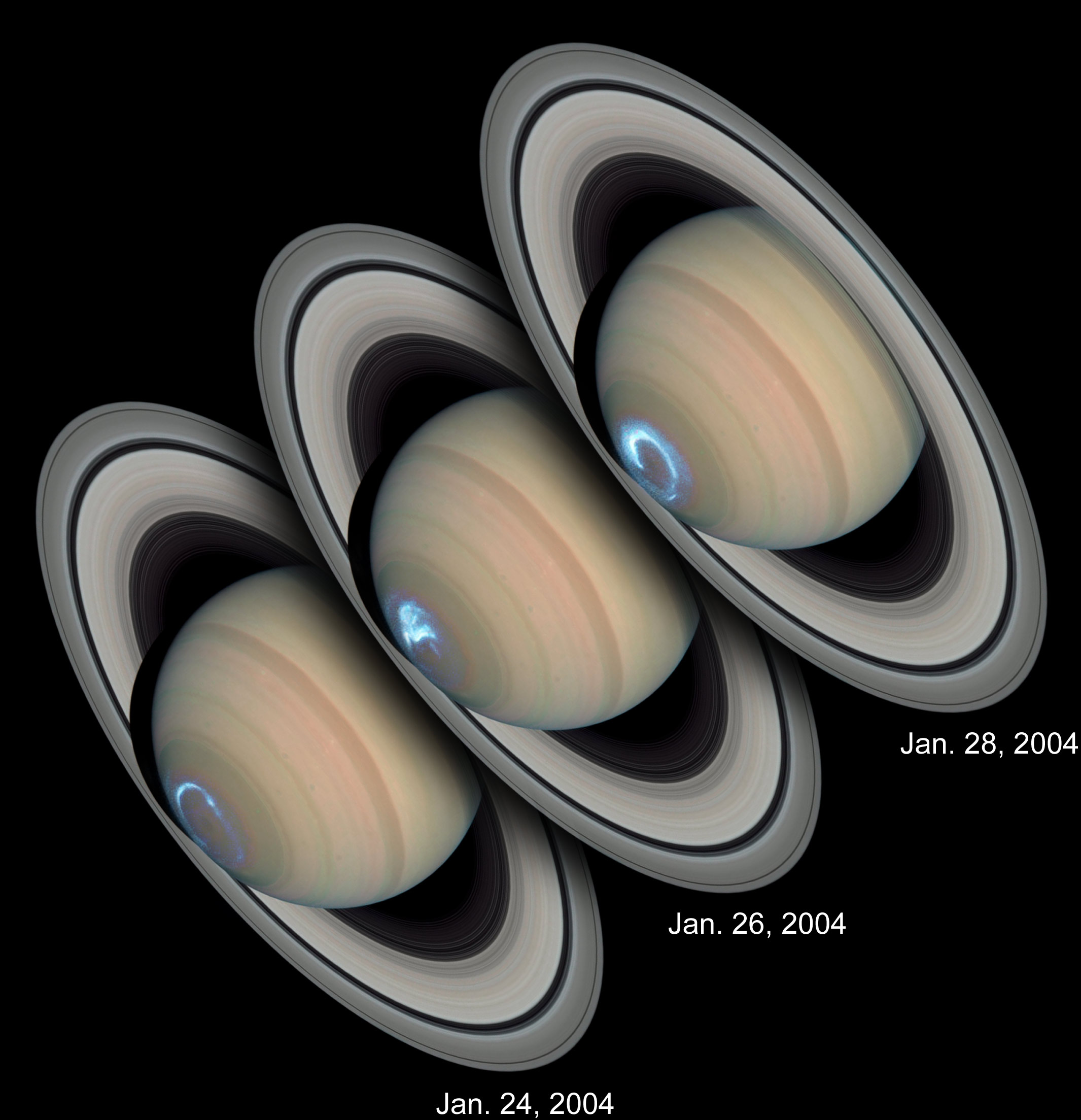
Zdjęcia Saturna w zakresie światła widzialnego, z nałożonym obrazem ultrafioletowej emisji południowej zorzy polarnej

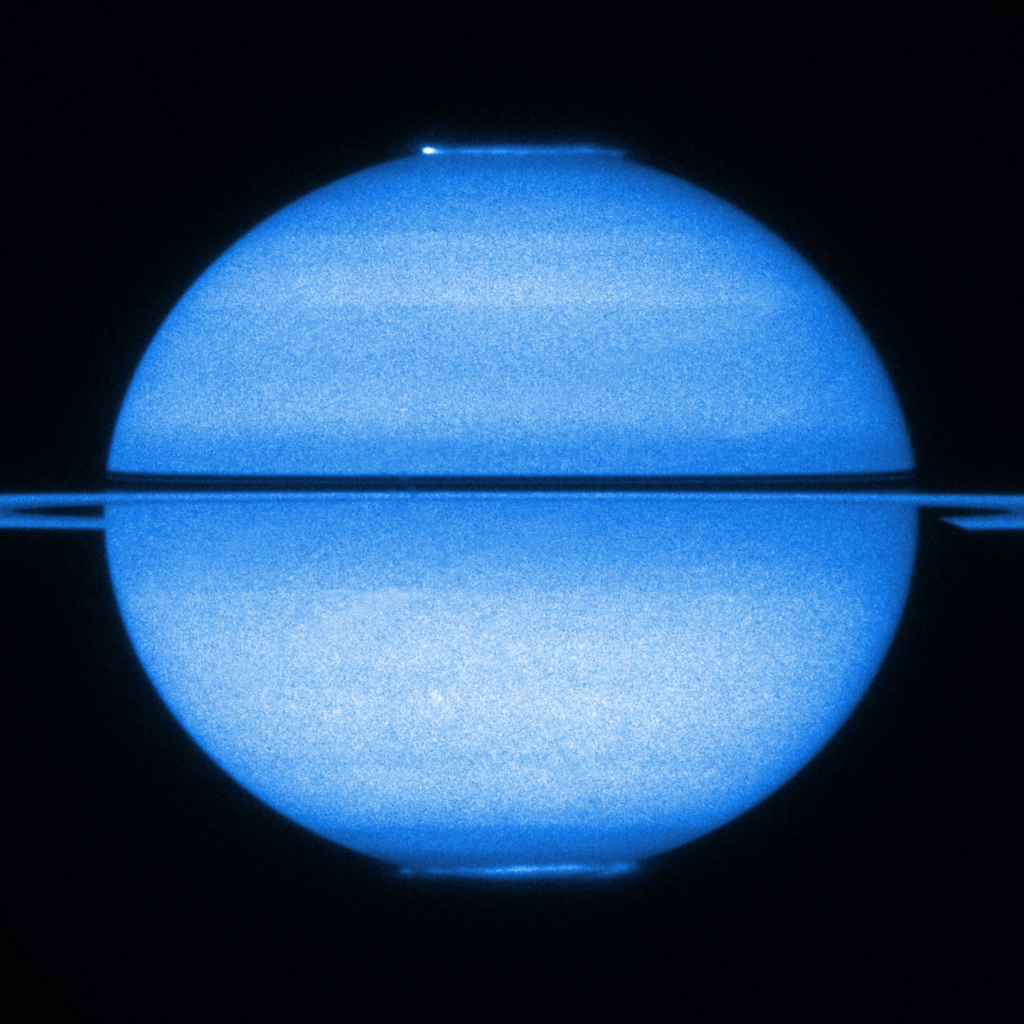
Zdjęcie wykonane przez teleskop Hubble’a, ukazujące obie zorze polarne na Saturnie

Saturn ma wewnętrzne pole magnetyczne, które ma kształt dipola magnetycznego. Jego natężenie na równiku wynosi 20 μT (0,2 Gausa), czyli około jednej dwudziestej natężenia pola magnetycznego Jowisza i jest nieco słabsze niż pole magnetyczne Ziemi. Magnetosfera Saturna jest znacznie mniejsza niż magnetosfera Jowisza i sięga nieco poza orbitę Tytana.
Najprawdopodobniej pole magnetyczne jest generowane, podobnie jak w Jowiszu, przez prąd płynący w warstwie metalicznego wodoru, zgodnie z mechanizmem dynama magnetohydrodynamicznego. Podobnie jak w przypadku innych planet, magnetosfera skutecznie zapobiega przenikaniu cząstek wiatru słonecznego do atmosfery planety. Orbita Tytana znajduje się w zewnętrznej części magnetosfery Saturna, co przyczynia się do występowania zjonizowanych cząstek w zewnętrznych warstwach atmosfery Tytana.

## Orbita i obrót
Średnia odległość Saturna od Słońca wynosi ponad 1 400 000 000 km (9,5 au). Przy średniej prędkości orbitalnej 9,68 km/s Saturn potrzebuje 10 759 dni ziemskich (29,5 roku) do wykonania jednego pełnego obiegu wokół Słońca. Orbita Saturna jest nachylona o 2,48° względem płaszczyzny orbity Ziemi. Ze względu na mimośród orbity równy 0,056 odległość Saturna od Słońca zmienia się o około 155 000 000 km między peryhelium i aphelium.
Struktury widoczne na Saturnie obracają się w różnym tempie zależnie od szerokości planetograficznej (podobnie jak w przypadku Jowisza); zjawisko to nazywa się rotacją różnicową. System I ma okres obrotu 10 h 14 min 00 s (844,3°/dobę), obejmuje on strefę równikową, położoną pomiędzy północnym i południowym pasem równikowym. Wszystkim pozostałym obszarom powierzchni planety przypisano okres rotacji 10 h 39 min 24 s (810,76°/doby); stosuje się tu nazwę System II. System III, oparty na obserwacjach radiowych planety wykonanych w okresie misji Voyagera ma okres obrotu 10 h 39 min 22,4 s (810,8°/dzień), bliski systemowi II.
Dokładny czas obrotu wnętrza Saturna pozostaje niezbadany. Przy zbliżaniu się do Saturna w 2004 roku sonda Cassini zarejestrowała, że okres obrotu Saturna (wyznaczony na podstawie emisji radiowych) wzrósł do około 10 h 45 min 45 s (± 36 s). Przyczyna tych zmian nie jest znana, zasugerowano jednak, że są one spowodowane przemieszczeniem źródła fal radiowych wewnątrz Saturna na inną szerokość planetograficzną, posiadającą inny okres obrotu, a nie zmianą tempa rotacji całej planety.
Później, w marcu 2007 r., stwierdzono, że zmiany tempa rotacji źródła fal radiowych nie odpowiadają obrotowi planety, ale raczej są wywoływane przez niestabilność w dysku plazmy wokół Saturna, która jest zależna także od innych czynników oprócz rotacji planety. Odkryto także, że różnice w mierzonych okresach rotacji mogą być spowodowane przez działalność gejzerów na księżycu Saturna Enceladusie. Para wodna, emitowana na orbitę Saturna w wyniku tej działalności, powoduje zmniejszenie pola magnetycznego Saturna oraz nieznaczne spowolnienie jego rotacji. Stwierdzono także, że nie ma obecnie metody określania szybkości obrotu jądra Saturna.
Najnowsze wyznaczenie okresu obrotu Saturna, w oparciu o zestawienie różnych pomiarów z sondy Cassini oraz sond Voyager i Pioneer, dokonane we wrześniu 2007 roku, określa długość doby na Saturnie na 10 godzin 32 minuty 35 sekund.

## Pierścienie Saturna

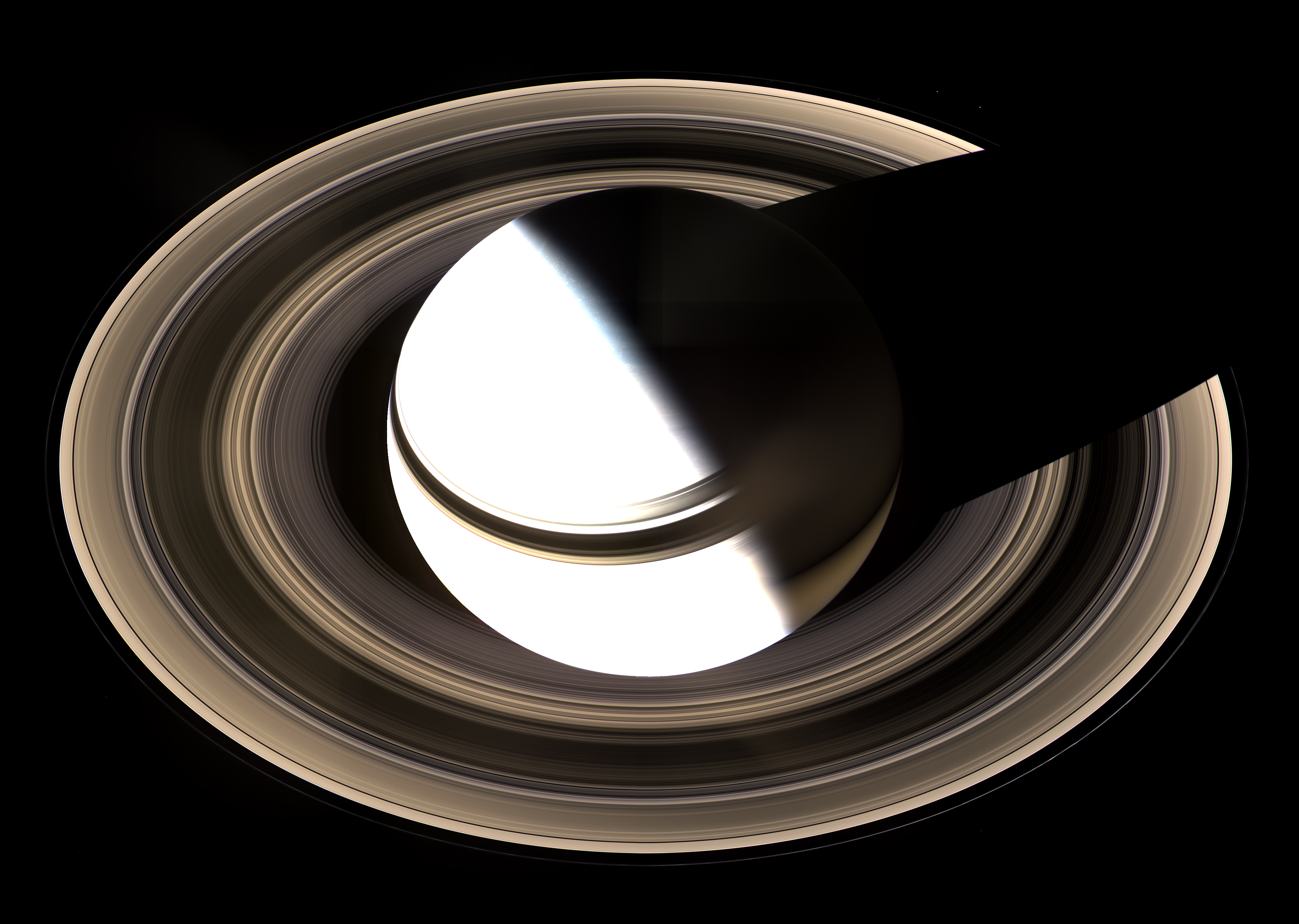
Pierścienie Saturna (zdjęcie wykonane przez sondę Cassini w 2007) – najbardziej widoczne pierścienie w Układzie Słonecznym

Saturn ma najrozleglejszy i najlepiej znany system pierścieni planetarnych w Układzie Słonecznym. Pierścienie rozciągają się od 6630 km do 120 700 km ponad równikiem planety, mają średnio około 20 metrów grubości i składają się w 93% z cząstek lodu z zanieczyszczeniami oraz w 7% z amorficznego węgla. Cząstki tworzące pierścienie mają rozmiary od pyłku kurzu do małego samochodu. Istnieją dwie główne teorie dotyczące pochodzenia pierścieni. Jedna z teorii głosi, że pierścienie są resztkami zniszczonego księżyca Saturna. Druga stwierdza, że pierścienie są pozostałością pierwotnej mgławicy, z której powstał Saturn. Część lodu w głównych pierścieniach pochodzi z kriowulkanów Enceladusa.
Poza głównymi pierścieniami w odległości 12 mln km od planety znajduje się bardzo rozrzedzony pierścień Febe, który jest nachylony o 27° do innych pierścieni i tak jak księżyc Febe, jego cząstki poruszają się ruchem wstecznym.

## Księżyce

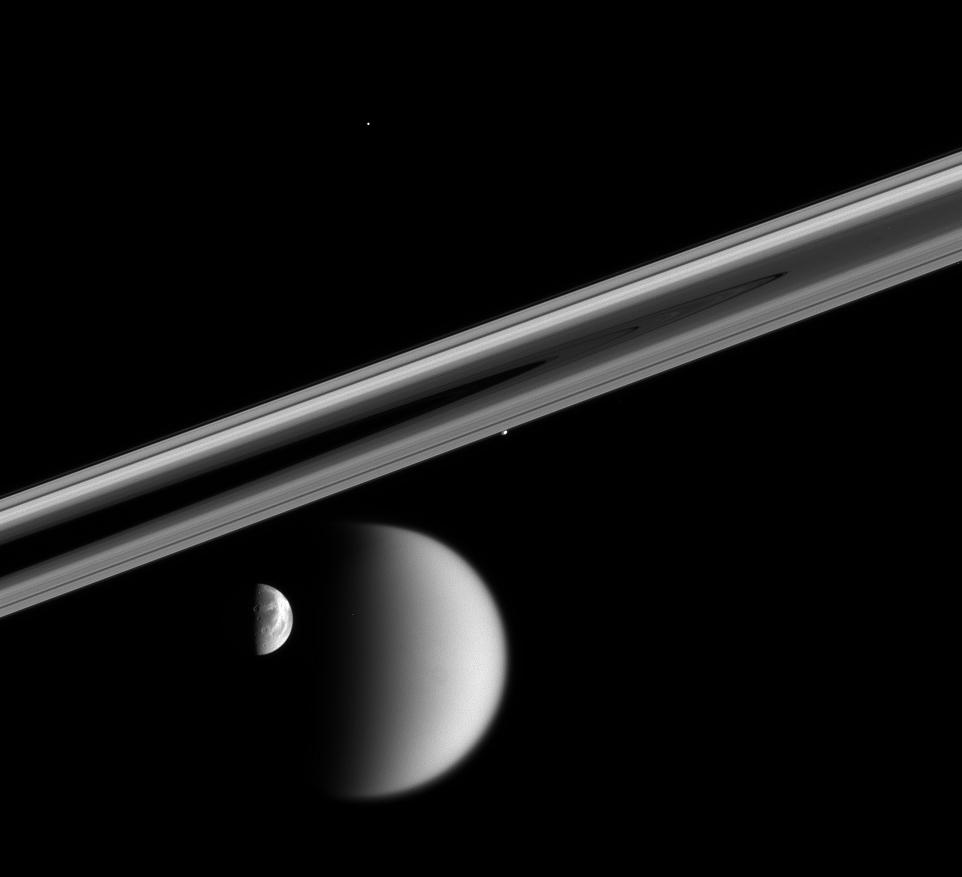
Cztery księżyce Saturna: Dione, Tytan, Prometeusz (obok pierścieni) i Telesto (pośrodku)

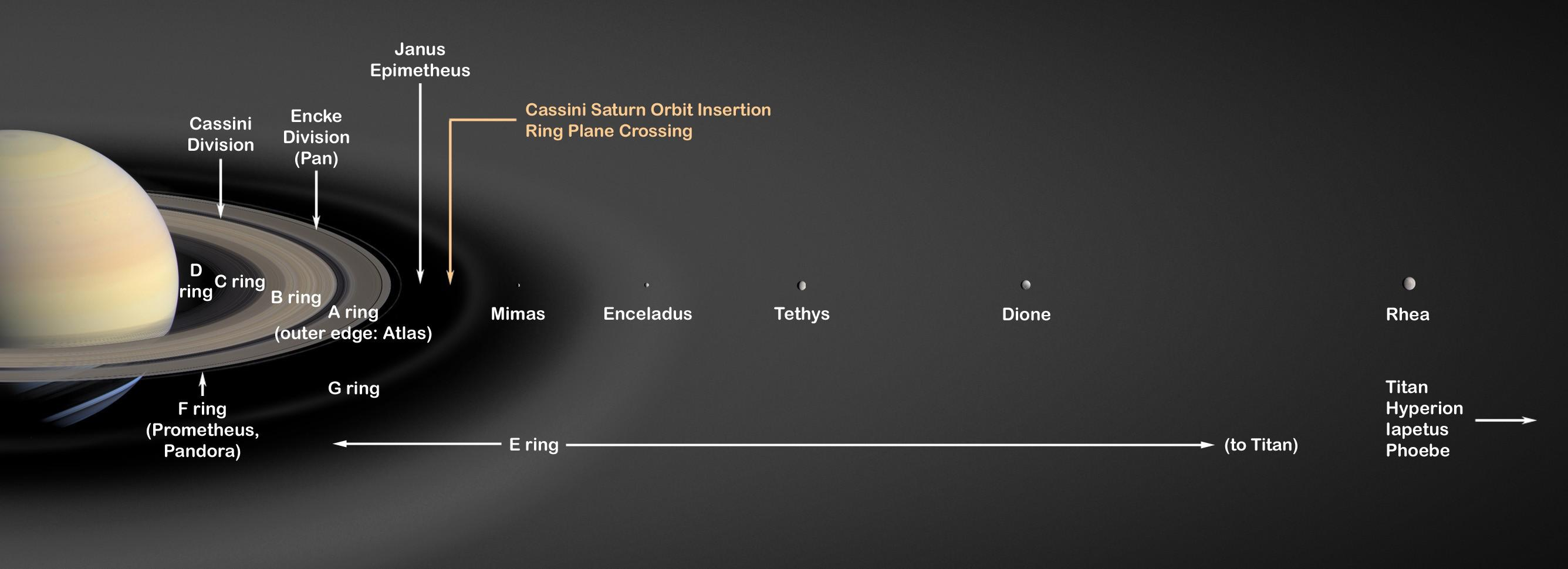
Schemat położenia księżyców i pierścieni Saturna w przestrzeni

Saturn ma 274 księżyce o potwierdzonych orbitach, 63 z nich ma nadane nazwy. Siedem największych księżyców lodowych (ponad 380 km średnicy) posiada wystarczająco silną grawitację, aby nadała im kształt zbliżony do kulistego. Kolejne sześć o nieregularnych kształtach ma średnicę większą od 50 km. Największy księżyc, Tytan, jest większy od planety Merkury, a jego masa stanowi ponad 90% masy znajdującej się na orbicie Saturna, licząc łącznie z pierścieniami.
Małe satelity krążące w obrębie pierścieni tworzą w nich przerwy z charakterystycznymi wzorami na krawędziach (Pan i Daphnis), satelity o średnicy mniejszej niż 1 km nie tworzą przerw w pierścieniach i są trudne do zaobserwowania. Na zdjęciach sondy Cassini w pierścieniu A zidentyfikowano 148 zagęszczeń wywołanych przez małe księżyce, szacuje się, że mają one średnice rzędu 100 m. Prócz tego w układzie Saturna znane są księżyce, których oddziaływanie grawitacyjnie kształtuje wąski pierścień F, zwane księżycami pasterskimi (Prometeusz i Pandora).
Większość nazw regularnych księżyców Saturna pochodzi od imion tytanów z greckiej mitologii. Księżyce nieregularne tworzą trzy grupy o nazwach pochodzących z mitów nordyckich, celtyckich i inuickich.

## Badania i obserwacje
W historii obserwacji i badania Saturna wyróżnia się trzy główne fazy. W starożytności, przed wynalezieniem teleskopów, obserwacje prowadzono gołym okiem. Począwszy od XVII wieku dokonywane były coraz bardziej zaawansowane obserwacje z Ziemi, przy użyciu coraz doskonalszych teleskopów. Kolejnym etapem było prowadzenie badań przy pomocy sond, na orbicie lub przelot w pobliżu planety. W XXI wieku nadal prowadzone są obserwacje z Ziemi i orbity okołoziemskiej, oraz przy pomocy sondy Cassini na orbicie Saturna.

### Starożytne obserwacje
Saturn jest planetą znaną od czasów prehistorycznych. W dawnych czasach w Układzie Słonecznym poza Ziemią znanych było 5 planet (oprócz Ziemi), ich współczesne nazwy pochodzą z mitologii rzymskiej. Babilońscy astronomowie systematycznie obserwowali i rejestrowali ruch Saturna na nieboskłonie. W mitologii rzymskiej bóg Saturn, od którego bierze swoją nazwę planeta, był staroitalskim bogiem rolnictwa i zasiewów. Rzymski bóg Saturn jest odpowiednikiem greckiego Kronosa. Grecy poświęcili najbardziej zewnętrzną znaną wówczas planetę Kronosowi, Rzymianie utrzymali patrona, zmieniając nazwę na imię ze swojej mitologii.
Ptolemeusz, grecki matematyk mieszkający w Aleksandrii obserwował opozycję Saturna, która stała się podstawą określenia elementów jego orbity. W hinduskiej astrologii znajduje się dziewięć astrologicznych obiektów, nazywanych Nawagraha. Saturn jest znany jako Śani. W V w. n.e hinduscy astronomowie w tekście Surya Siddhanta oszacowali średnicę Saturna na 118 902 km, obecnie (2014) przyjmowana średnica równikowa planety to 120 536 km. W astrologii chińskiej i japońskiej planeta Saturn jest określana jako gwiazda ziemi (土星). Określenie to pochodzi od pięciu elementów (Wu xing) chińskiej filozofii, przyporządkowanych żywiołom natury.
W starożytnym języku hebrajskim Saturn nazywany jest Shabbathai. Jego aniołem jest Kasjel. Jego inteligencją (dobroczynnym duchem) jest Agiel, a jego przeciwieństwem jest Zazel. W językach tureckim, urdu i malajskim, jego imię brzmi „Zuhal” i pochodzi od arabskiego زحل.

### Obserwacje Europejczyków pomiędzy XVII a XIX w.

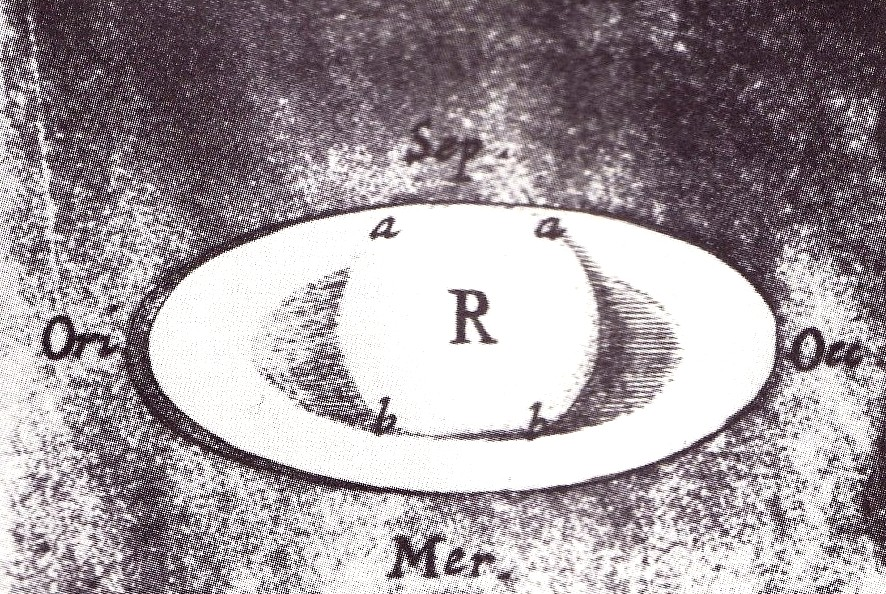
Robert Hooke zauważył cienie rzucane przez planetę na pierścienie i przez pierścienie na planetę (a i b), uwiecznione na rysunku Saturna z 1666 r.

Obserwacje pierścieni Saturna wymagają teleskopu o średnicy co najmniej 15 mm. Jako pierwszy dziwne zjawisko wokół Saturna zauważył Galileusz w 1610 roku, ale ponieważ posługiwał się słabą lunetą, uznał, że widzi dwa duże ciała obok Saturna. W 1655 roku Christiaan Huygens jako pierwszy opisał dysk materiału krążącego wokół planety. Huygens odkrył księżyc Saturna, Tytana. Niedługo potem Giovanni Cassini odkrył cztery kolejne księżyce: Japeta, Reę, Tetydę i Dione. W 1675 odkrył przerwę pomiędzy pierścieniami A i B, która od jego nazwiska została nazwana Przerwą Cassiniego.
Dalsze odkrycia zostały dokonane w 1789 roku, kiedy William Herschel odkrył dwa kolejne księżyce – Mimasa i Enceladusa. Hyperion, satelita o nieregularnych kształtach, będący w rezonansie orbitalnym z Tytanem, został odkryty w 1848 przez brytyjskich astronomów.
W 1899 William Henry Pickering odkrył Febe, księżyc, który posiada nieregularny kształt i nie obraca się w tym samym kierunku co znane wcześniej satelity, ale przeciwnie do kierunku obrotu Saturna i większych księżyców. Febe jest pierwszym takim poznanym satelitą, i potrzebuje ponad roku, by okrążyć Saturna, poruszając się ruchem wstecznym. W XX wieku badania nad Tytanem doprowadziły do potwierdzenia (w 1944 roku), że ma on gęstą atmosferę – jako jedyny wśród księżyców w Układzie Słonecznym.

### XX i XXI w. – misje NASA i ESA

#### Pioneer 11
We wrześniu 1979 roku po raz pierwszy do Saturna zbliżyła się sonda kosmiczna – był to Pioneer 11. Przeleciała ona w odległości 20 000 km od górnej warstwy chmur planety. Sonda zrobiła zdjęcia planety i kilku księżyców w niskiej rozdzielczości; nie była ona wystarczająco dobra, aby dostrzec szczegóły powierzchni. Sonda przeleciała również przez pierścienie. Wśród nowych odkryć był cienki pierścień F oraz fakt, że ciemne luki w pierścieniach są jasne, gdy są obserwowane w kierunku Słońca, czyli innymi słowy, że nie są one puste. Pioneer 11 dokonał również pomiaru temperatury Tytana.

#### ProgramVoyager
W listopadzie 1980 Voyager 1 pomyślnie dotarł do Saturna przeprowadzając obserwacje systemu księżyców i planety. Voyager jako pierwszy dostarczył wysokiej jakości zdjęcia planety, jej pierścieni i wielu księżyców, ukazujące szczegóły ich powierzchni. Wykonał bardzo bliski przelot w pobliżu Tytana, znacznie zwiększając naszą wiedzę na temat atmosfery tego księżyca. Jednak okazało się, że atmosfera Tytana jest nieprzezroczysta dla światła widzialnego, co uniemożliwiło obserwację szczegółów jego powierzchni. Przelot spowodował również zmianę trajektorii sondy, wyrzucając ją daleko od płaszczyzny Układu Słonecznego.
Kolejne badania układu Saturna przeprowadziła w sierpniu 1981 sonda Voyager 2. Wykonała ona więcej zdjęć księżyców Saturna z niewielkiej odległości, uzyskując również dowody na zmiany w atmosferze planety oraz w układzie pierścieni. Podczas przelotu sondy platformy obrotowe kamery zostały zablokowane na kilka dni, tak że części z planowanych zdjęć nie udało się wykonać. Asysta grawitacyjna Saturna została wykorzystana do skierowania sondy w kierunku Urana.
Sondy Voyager odkryły i potwierdziły istnienie kilku nowych satelitów krążących w pobliżu lub w obrębie pierścieni planety. Odkryły też niewielką przerwę Maxwella wewnątrz pierścienia C oraz przerwę Keelera o szerokości 42 km w pierścieniu A.

#### MisjaCassini-Huygens

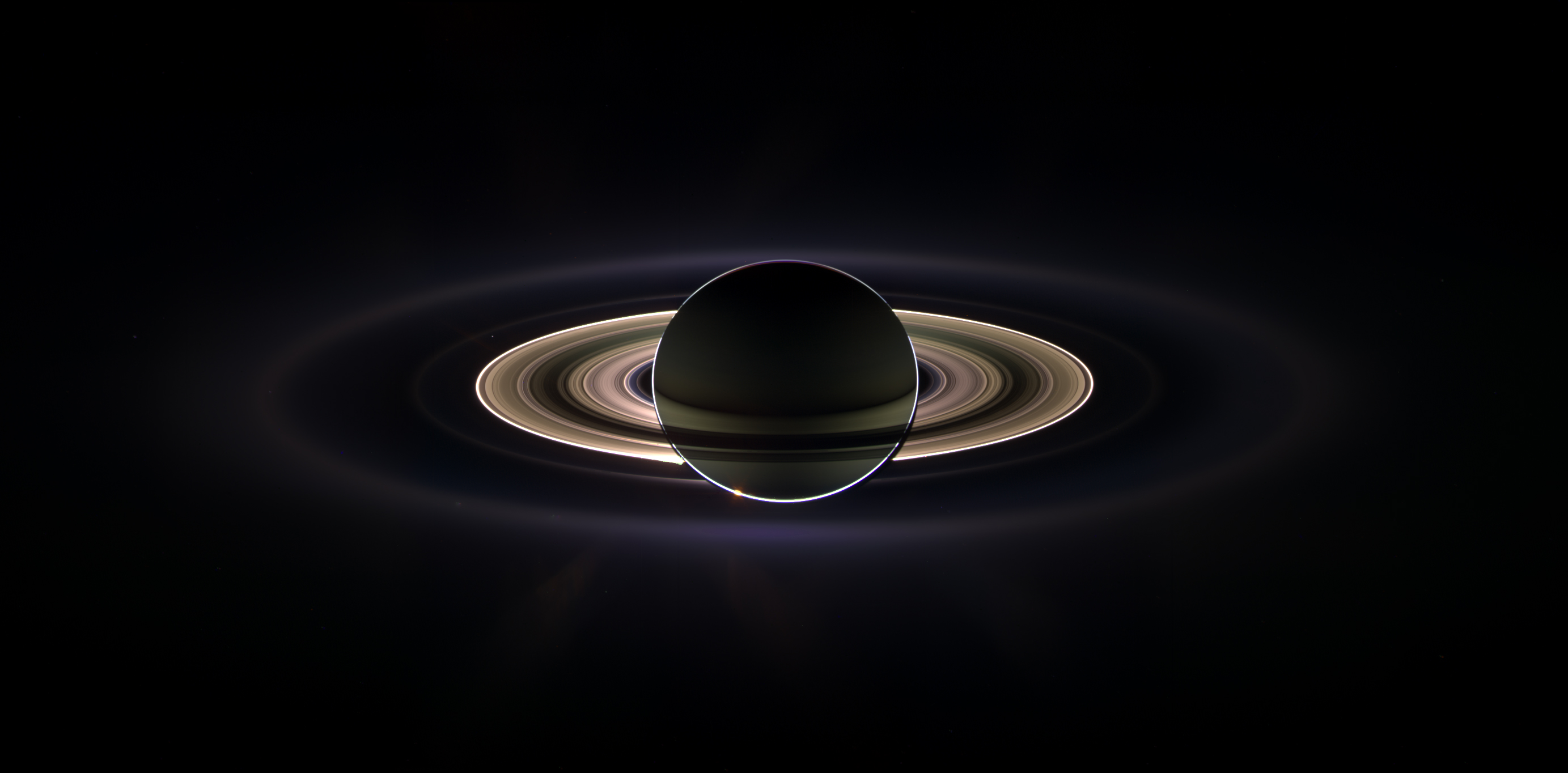
Zaćmienie Słońca przez Saturna, widziane z sondy Cassini

1 lipca 2004 sonda Cassini wykonała manewr SOI (Saturn Orbit Insertion) i weszła na orbitę wokół planety. Jeszcze przed wejściem na orbitę sonda badała intensywnie system Saturna. W czerwcu 2004 r. przeleciała blisko księżyca Febe, przesyłając obrazy o wysokiej rozdzielczości i wiele danych.
Na początku 2005 roku przy pomocy sondy Cassini naukowcy zaobserwowali występowanie piorunów na Saturnie. Oszacowano ich moc na około 1000 razy większą od piorunów ziemskich.
Podczas przelotu sondy Cassini koło największego księżyca Saturna, Tytana, sonda wykonała obrazy radarowe jezior węglowodorów oraz ich wybrzeży, licznych wysp i gór. Przed uwolnieniem próbnika Huygens, 25 grudnia 2004 r. orbiter przeleciał dwukrotnie w pobliżu tego księżyca. Próbnik Huygens opadł na powierzchnię Tytana 14 stycznia 2005. Podczas wchodzenia w atmosferę i po wylądowaniu wysyłał dane do orbitera Cassini. W 2005 r. sonda przeprowadziła serię przelotów w pobliżu Tytana i innych satelitów.
10 marca 2006 na zdjęciach przesłanych z sondy Cassini odkryto aktywność gejzerów na księżycu Saturna, Enceladusie, co jest pośrednim dowodem istnienia podpowierzchniowych zbiorników wody w stanie ciekłym. Niektóre inne księżyce w Układzie Słonecznym również posiadają oceany płynnej wody – pod skorupą o wielokilometrowej grubości. Ale na Enceladusie pokłady ciekłej wody mogą się znajdować nie więcej niż kilkadziesiąt metrów pod powierzchnią.
20 września 2006 r. sonda Cassini wykonała zdjęcie wcześniej nieznanych pierścieni planety – po zewnętrznej stronie jaśniejszych pierścieni Saturna, a wewnątrz pierścieni G i E. Istnieją przypuszczenia, że powstanie tego pierścienia jest wynikiem bombardowania przez meteoroidy dwóch księżyców Saturna.
W lipcu 2006 r. Cassini zdobyła pierwszy dowód na istnienie jezior węglowodorów w pobliżu północnego bieguna Tytana, co zostało potwierdzone w styczniu 2007 r. W marcu 2007 r. sonda wykonała zdjęcia okolic bieguna, dokumentując istnienie „mórz” węglowodorowych, z których największe, Kraken Mare, jest niemal wielkości Morza Kaspijskiego.
W październiku 2006 sonda wykryła huragan o średnicy 8000 km z okiem cyklonu położonym na biegunie południowym Saturna.
Od wejścia na orbitę w 2004 roku do 2 listopada 2009 r. misja Cassini odkryła i potwierdziła istnienie 8 wcześniej nieznanych naturalnych satelitów Saturna. Podstawowa misja sondy zakończyła się w 2008 roku, jednak została dwukrotnie przedłużona, do roku 2017.

### Widoczność
Saturn jest najbardziej odległą z pięciu planet łatwo dostrzegalnych gołym okiem (pozostałe cztery to: Merkury, Wenus, Mars i Jowisz; dodatkowo Uran i od czasu do czasu planetoida (4) Westa mogą być widoczne gołym okiem, przy bardzo ciemnym niebie). Był najdalszą znaną planetą, aż do czasu odkrycia Urana w 1781. Saturn widoczny jest gołym okiem na nocnym niebie jako jasny, żółtawy punkt światła, którego wielkość wynosi zwykle od +1 do 0 magnitudo. Do obserwacji pierścieni Saturna konieczne są przyrządy optyczne (duża lornetka lub teleskop) powiększające co najmniej dwudziestokrotnie.

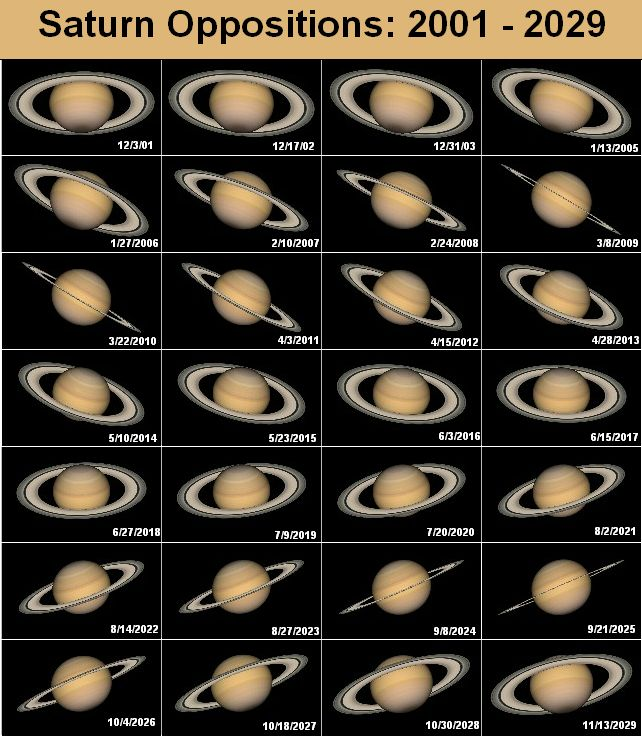
Opozycje Saturna względem pozycji Ziemi

Saturn i jego pierścienie są najlepiej widoczne, gdy planeta jest w pobliżu opozycji, kiedy jej elongacja wynosi ok. 180°, to znaczy Saturn widoczny jest na niebie po przeciwnej stronie niż Słońce. W czasie opozycji 17 grudnia 2002 r. Saturn osiągnął najwyższą jasność, przy jednocześnie najlepszych warunkach obserwacji jego pierścieni. Saturn był jeszcze bliżej Ziemi i Słońca podczas opozycji 31 grudnia 2003 r.

## Kultura
Nazwa planety pochodzi od rzymskiego boga Saturna, na cześć którego organizowano doroczne święto – Saturnalia, obchodzone w starożytnym Rzymie. W hinduizmie planeta była traktowana jako bóg Śani.
W okresie starożytnym był wykorzystywany w astrologii; Saturn () miał rządzić znakami Koziorożca i Wodnika, i najbardziej wpływać na ludzki los przechodząc przez nie. Symbolem Saturna jest rzymski boży sierp (Unicode: ♄). Analogicznie do innych planet oraz Słońca i Księżyca kojarzony był z jednym z 7 znanych wówczas metali – w tym przypadku z ołowiem.
W klasycznej astronomii chińskiej Saturn był uważany zgodnie z teorią pięciu elementów za planetę związaną z centrum świata i żywiołem ziemi, a jego kolorem był żółty.
W XVIII w. Saturn stał się obiektem fantastyki naukowej. W 1752 roku w dziele Micromegas nawiązał do niego Wolter i w swoich wyobrażeniach umieścił na planecie inteligentną cywilizację z własną akademią. We współczesnym świecie nazwa planety, jako rozpoznawalna, bywa wykorzystywana do nazywania rzeczy niemających związku z tym ciałem niebieskim.
W czasie II wojny światowej od grudnia 1942 do lutego 1943 Armia Czerwona przeprowadziła operację wojskową pod kryptonimem „Mały Saturn” na północnym Kaukazie i nad Donem.
Po II wojnie światowej zespół niemieckich naukowców pod kierownictwem Wernhera von Brauna opracował rakiety typu Saturn celem wyniesienia ładunków na orbitę Ziemi i poza nią. Pierwotnie zaprojektowane jako wojskowe wyrzutnie satelitarne, stały się pojazdami nośnymi dla Programu Apollo.
7 stycznia 1985 koncern motoryzacyjny General Motors powołał nową markę Saturn (zlikwidowaną w 2010 roku), która miała być odpowiedzią na sukces japońskich samochodów importowanych do Stanów Zjednoczonych.
Symbol przedstawiający planetę Saturn jest także używany przez niemiecką sieć marketów oferujących artykuły RTV i AGD, działającą w wielu krajach Europy (przez pewien czas także w Polsce), oraz przez koncern Sega, którego konsola do gier nosi nazwę Sega Saturn; do planety nawiązuje również elementami logo – pierścieniami otaczającymi planetę.